# Първенство на България по футбол 1932
Тази статия представя държавното първенство на България по футбол през сезон 1932 г.. Играе се по системата директни елиминации в един мач. При равенство се назначава допълнително време, а при ново равенство - мачът се преиграва на следващия ден на същото място. Финалът се играе в София. На победителят се връчва и Царската купа.

## Участници
Това са победителите от Окръжните спортни области:
| Варненска спортна област     | Шипченски сокол (Варна)       |  |  |
| Шуменска спортна област      | Хан Омуртаг (Шумен)           |  |  |
| Русенска спортна област      | Левски (Русе)                 |  |  |
| Търновска спортна област     | Чардафон (Габрово)            |  |  |
| Плевенска спортна област     | Победа 26 (Плевен)            |  |  |
| Врачанска спортна област     | Орел-Чеган 30 (ОЧ-30) (Враца) |  |  |
| Бдинска спортна област       | Левски (Лом)                  |  |  |
| Софийска спортна област      | Славия (София)                |  |  |
| Рилска спортна област        | Левски (Дупница)              |  |  |
| Пловдивска спортна област    | Сокол (Пловдив)               |  |  |
| Хасковска спортна област     | България (Хасково)            |  |  |
| Старозагорска спортна област | Борислав (Стара Загора)       |  |  |
| Приморска спортна област     | Слава (Ямбол)                 |  |  |

## 1 кръг – 1/8 финали
| Шипченски сокол (Варна) | Хан Омуртаг (Шумен)   | 6:2       |               |
| Славия (София)          | Левски (Дупница)      | 4:0       |               |
| ОЧ 30 (Враца)           | Левски (Лом)          | 2:1       |               |
| Слава (Ямбол)           | Борислав (Ст. Загора) | 3:0       |               |
| Чардафон (Габрово)      | Победа 26 (Плевен)    | 1:0 анул. | Втори мач 1:3 |
| Левски (Русе)           | почива                |           |               |
| Сокол (Пловдив)         | почива                |           |               |
| България (Хасково)      | почива                |           |               |

## 2 кръг – 1/4 финали
| Левски (Русе)      | Шипченски сокол (Варна) | 0:2 |  |
| Победа 26 (Плевен) | ОЧ-30 (Враца)           | 3:2 |  |
| Славия (София)     | ОЧ-30 (Враца)           | 3:2 |  |
| Сокол (Пловдив)    | България (Хасково)      | 3:1 |  |

## 3 кръг – 1/2 финали
| Славия (София)          | Сокол (Пловдив)    | 5:0 |  |
| Шипченски сокол (Варна) | Победа 26 (Плевен) | 4:1 |  |

## Финал
| 18 септември 1932, гр. София |           |                         |
|                              |           |                         |
| Славия (София)               | 1:2 прод. | Шипченски сокол (Варна) |

Голмайстори: 0:1 Иван Найденов (12), 1:1 Никола Стайков (63), 1:2 Илия Булашев (112)
- Славия: 1. Спиров, 2. Калканджиев, 3. Т. Янакиев, 4. Байкушев, 5. Рафаилов, 6. Манолов, 7. Стайков, 8. Стоянов, 9. Романов, 10. Минковски, 11. Христов
- Шипченски сокол: 1. Здр. Янакиев, 2. Г. Апостолов, 3. Ив. Георгиев, 4. Б. Нейков, 5. Вл. Капзамалов, 6. Ст. Танев, 7. Р. Димов, 8. Ал. Коев, 9. Ил. Булашев, 10. Ив. Найденов, 11. Р. Булашев
- Стадион: АС-23 – 10 000 зрители

## Държавен първенец
- Шипченски сокол (Варна):
- Вратари: Здравко Янакиев, Петър Георгиев
- Защитници: Георги Апостолов, Иван Георгиев, Борис Нейков (капитан), Владимир Капзамалов,
- Халфове: Стоян Танев, Петър Добрев, Люцкан Люцканов, Петър Иванов, Александър Коев, Райко Димов
- Нападатели: Илия Булашев, Иван Найденов, Руси Булашев, Панайот Несторов, Иван Иванов
- Старши треньор: Ференц Фан